# Valiente (catch)
Pour les articles homonymes, voir Valiente.
Valiente est un luchador (lutteur professionnel) mexicain qui est actuellement sous contrat avec le Consejo Mundial de Lucha Libre.

## Carrière

### Consejo Mundial de Lucha Libre (2005-...)
Le 2 février 2013, il perd contre Pólvora et ne remporte pas le CMLL World Welterweight Championship.

### Apparences en dehors de la CMLL
Le 7 avril, il retourne à la New Japan Pro Wrestling lors d'Invasion Attack 2013 ou lui et La Máscara perdent contre Tama Tonga et El Terrible et ne remportent pas les CMLL World Tag Team Championship. Le 25 octobre, il retourne à la New Japan Pro Wrestling ou lui et Bushi participent au Super Jr. Tag Tournament 2013 et battent Kushida et Yohei Komatsu dans leur match de premier tour. Ils ont été éliminés du tournoi en demi - finale le 6 novembre par les Forever Hooligans (Alex Koslov et Rocky Romero).

## Palmarès
- Consejo Mundial de Lucha Libre
  - CMLL Universal Championship (2016)[5],[6]
  - 2 fois CMLL World Trios Championship avec Máscara Dorada et Místico II (1), Místico II et Volador Jr. (1,actuel)
  - 1 fois Mexican National Welterweight Championship[7]
  - Reyes del Aire: (2008,2012)

## Récompesnses des magazines
- Pro Wrestling Illustrated

| Année | 2016 | 2017 à 2018 | 2019 | 2020       | 2021 |
| ----- | ---- | ----------- | ---- | ---------- | ---- |
| Rang  | 358  | Non classé  | 275  | Non classé | 278  |